# Moses
Moses je volně šiřitelný nástroj pro statistický strojový překlad, který může být použit pro trénování statistických modelů pro překlad ze zdrojového do cílového jazyka. Pomocí těchto modelů lze následně automaticky přeložit dříve neviděné texty. Trénování statistických modelů vyžaduje paralelní korpus obsahující ručně přeložené páry vět. Moses je dostupný pod licencí LGPL. Pro platformy Linux a Windows jsou dostupné jak zdrojové kódy, tak spustitelné soubory. Vývoj je financován v rámci projektu EuroMatrix Evropskou komisí.
Hlavní rysy:
- Algoritmus paprskového prohledávání dovoluje rychle vyhledat nejpravděpodobnější překlad z mnoha možností.
- Frázový překladový model.
- Moses umí pracovat s faktorovanými reprezentacemi slov, což umožňuje do překladu integrovat lingvistické a jiné informace (např. slovní tvar, lemma, morfologická kategorie, slovní druh aj.).
- Podporuje reprezentaci víceznačných zdrojových vět ve formě tzv. „confusion network“, čímž umožňuje načítání předzpracovaných dat z nástrojů, jako je např. rozpoznávač řeči.
- Podpora velkých jazykových modelů, jako je IRSTLM (přesný jazykový model používající mapování paměti) či RandLM (přibližný jazykový model založený na Bloomových filtrech).

Moses (česky Mojžíš) vznikl rozšířením nástroje pro dekódování frázových překladových modelů Pharaoh. Odtud jeho název.